# Ropalidia jacobsoni
Ropalidia jacobsoni är en getingart som först beskrevs av François du Buysson 1908.  Ropalidia jacobsoni ingår i släktet Ropalidia och familjen getingar. Utöver nominatformen finns också underarten R. j. flavoscutellata.